# Ruschia caudata
Ruschia caudata är en isörtsväxtart som beskrevs av L. Bol. Ruschia caudata ingår i släktet Ruschia och familjen isörtsväxter. Inga underarter finns listade i Catalogue of Life.